# Šumař

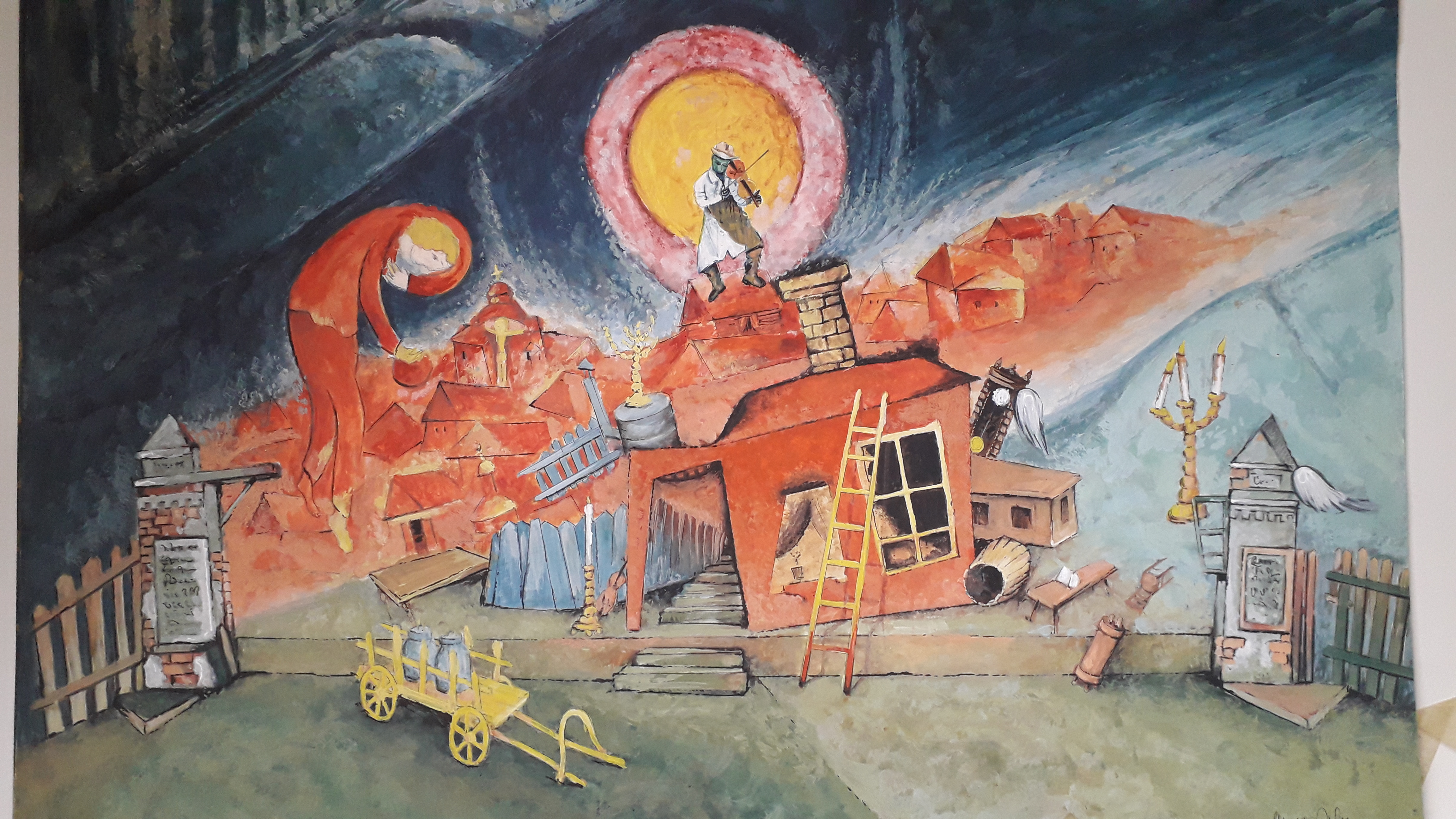
Scéna muzikálu Šumař na střeše inspirovaná dílem Marca Chagalla (Novi Sad, 1992)

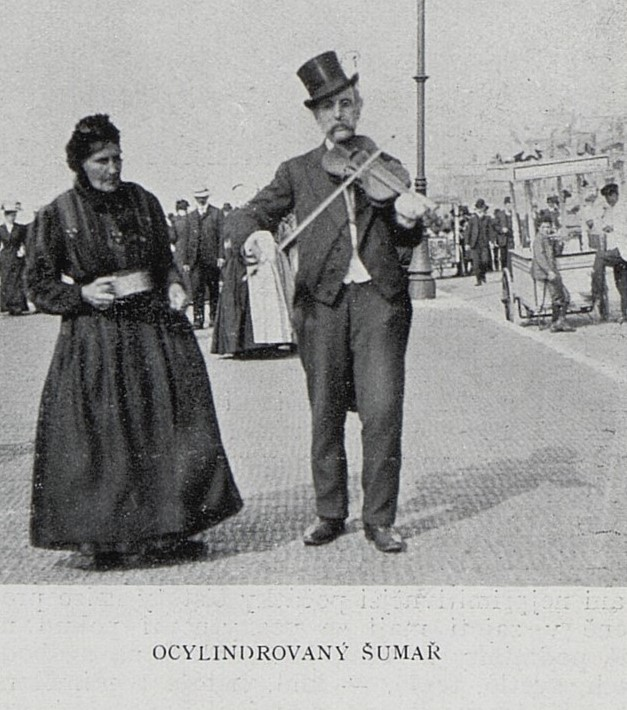
Holandský šumař (foto Český svět 1910)

Šumař (ze středoněmeckého Schümer, tulák) je označení pro lidového potulného muzikanta, případně pro špatného hudebníka.

## Základní a přenesený význam
Slovo má mírně pejorativní nádech, neboť je také označením pro hudební amatérismus a jistou uměleckou pokleslost. V tomto významu se někdy používá v přeneseném smyslu i mimo uměleckou sféru pro označení špatného pracovního či chabého sportovního výkonu apod.

## Šumař v umění (příklady)

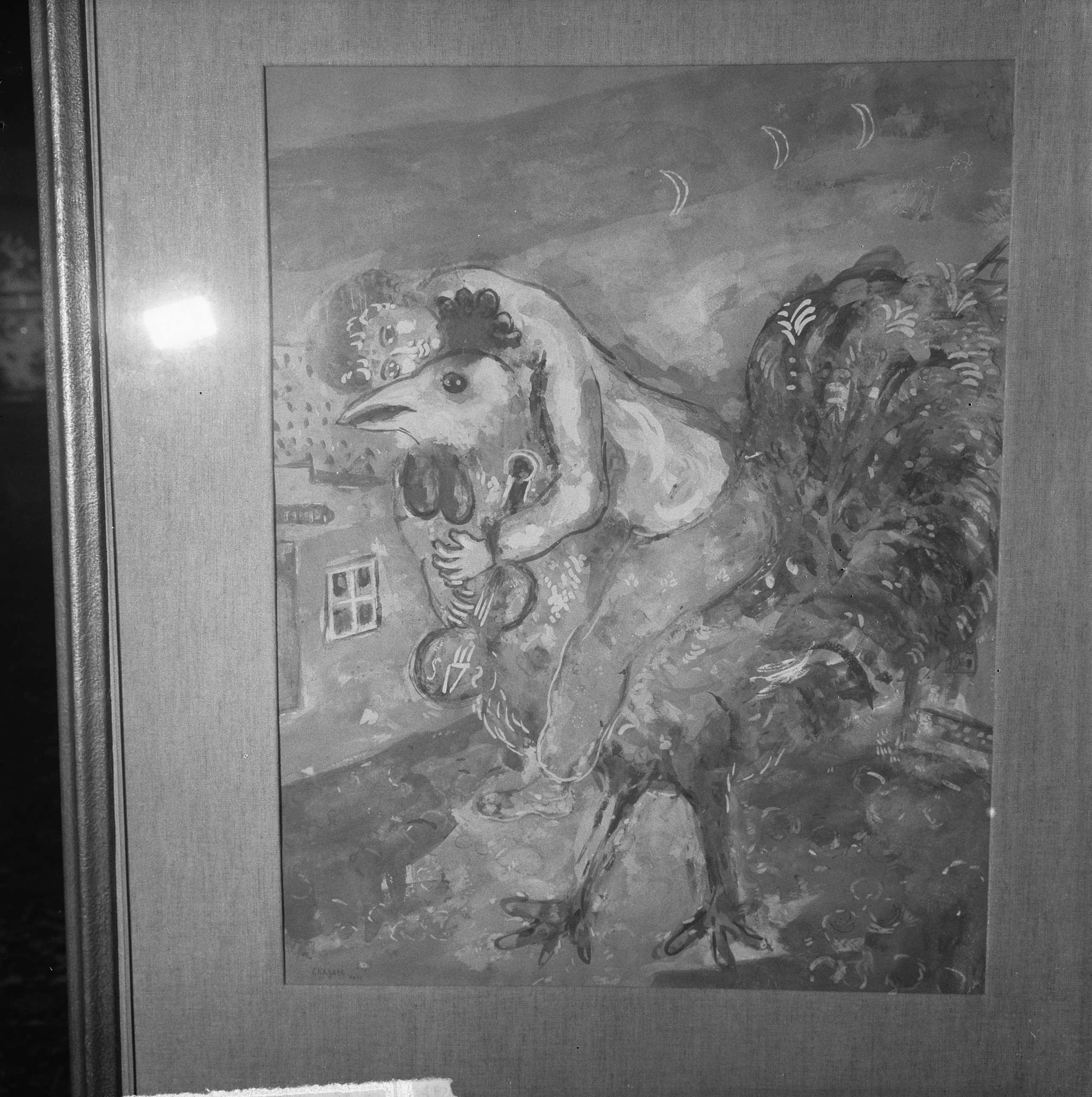
Motiv šumaře v díle Marca Chagalla

Výraz šumař je běžný v české literatuře, zejména starší, např.:
- Jaroslav Vrchlický: Zastaveníčko na vsi v dešti[5]
- Šumaři Zima, Sejtko a Klásek v Jiráskově Lucerně
- Vítězslav Nezval: Šumaři (báseň zhudebněná Petrem Ulrychem[6])

Jako šumař se do češtiny překládá častý motiv židovského houslisty v dílech Marca Chagalla
- Šumař na střeše je český překlad názvu amerického muzikálu Fiddler on the roof